# 藤井恵介
藤井 恵介（ふじい けいすけ、1953年3月13日 - ）は、日本の建築史家、保存学者。東京大学名誉教授、前建築史学会会長、前文化庁文化審議会委員（文化財分科会）、東京芸術大学客員教授。（株）藤井恵介建築保存学研究所主催。工学博士（東京大学）。

## 経歴
島根県松江市生まれ。東京教育大学附属駒場中学校・高等学校を経て、1976年東京大学工学部建築学科を卒業。大学院に進む。1982年東京大学工学部助手、助教授、准教授を経て、教授となる。2018年定年退職、東京大学名誉教授。現在東京藝術大学客員教授。前文化庁文化審議会委員（文化財分科会）。公益財団法人文化財建造物保存技術協会理事。公益財団法人松井角平記念財団理事。
この間、武蔵野美術大学、東京電機大学、東北大学文学部、東北大学工学部、早稲田大学文学部、お茶の水女子大学文教育学部、同生活科学部、明治大学理工学部、日本女子大学文学部、同家政学部、千葉大学工学部、東京藝術大学美術学部に出講した。
以下の研究を進めてきた。
1. 密教建築、密教空間に関する研究を創始して、日本史学、法会学、美術史学、仏教学との連携で、幅広い研究領域を開拓した。その主たる史料として指図研究を進めた。
2. 建築様式史研究においては、組物を素材として従来の形式論的な研究方法を刷新し、その意味論的な方法へと転換させた。また、科学研究費基盤Ａを得て研究者を全国的に組織し、連続シンポジウムを開催して新しい展望を拓いた。
3. 建築史学史としては、建築学専攻に保存されている明治初期から昭和初年にかけて収集された、古写真、図面、模型、遺物などを対象にして、関野貞（東京大学名誉教授）の総合的な研究がある。また、関野貞、太田博太郎、稲垣栄三（東大名誉教授）、田中淡（京大名誉教授）の著作集の刊行、中村達太郎東大名誉教授の名著『日本建築辞彙』の新訂版の制作に関わった。
4. 近年では、日本の歴史的建築を、東アジア全体あるいは世界全体のなかに位置づけるために、中国清華大学と協力して東アジア建築史を構想しつつある。
5. 建築保存の分野では、理論では、建築の「移築」を取り上げ、それが普遍的に見られる現象であって、日本の木造建築文化の特質の一つであることを発見した。具体的な保存政策では、文化庁文化審議会文化財分科会専門委員（第一の歴史資料、第二の建造物、第三の史跡）、史蹟の復元建築に関する委員会委員などを歴任。実際の建築では、「平城宮大極殿」復元、「正倉院宝庫」「瑞巌寺本堂」修理、「多賀城南門」復元、「港区ゆかしの杜（旧国立公衆衛生院建物）」「港区旧芝浦見番（旧共働会館）」「岡田三郎助アトリエ」「大倉喜八郎向島別邸」などの改修、移築などに関わる。

## 学位・受賞
- 1986年 「平安時代密教建築史の研究」により工学博士号を取得。
- 1990年 日本建築学会奨励賞、
- 2010年 日本建築学会賞（業績、関野貞の研究、共同受賞）
- 2020年 日本建築学会賞（業績、港区ゆかしの杜、共同受賞、港区委員として）

## 著書[1]
単著『法隆寺Ⅱ　建築』日本の古寺美術：保育社 1987
- 『日本建築のレトリックー組物を見る』INAX,1994
- 『密教建築空間論』中央公論美術出版 1998
- 『日本建築史の方法 藤井恵介著作集1』中央公論美術出版 2024

共編著・編集委員ほか
- 『金沢文庫資料全書第九巻 寺院指図編』（伊藤延男・関口欣也・前田元重・福島金治・上野勝久と共著）神奈川県立金沢文庫 1988
- 『東京大学本郷キャンパスの百年』（青柳正規・赤澤威・大場秀章らと共著）東京大学総合研究資料館 1988
- 『まんが日本歴史』1 - 20、石森章太郎画（建築時代考証・解説）中央公論社 1989 - 1991
- 『醍醐寺の密教と社会』稲垣栄三編（佐藤道子・永村眞・副島弘道らと共著）山喜房仏書林 1991
- 『中世寺院と法会』佐藤道子編、共著、法蔵館 1994
- 『建築の歴史』（玉井哲雄と共著）中央公論社 1995
  - 『建築の歴史』（玉井哲雄と共著）中公文庫 2006
  - 中国語版『図説 日本建築史』（玉井哲雄と共著、中国語訳：蔡敦達）南京大学出版文化社 2017
- 『図説 木造建築事典＜基礎編＞』（安藤邦広・後藤治らと共編）学芸出版社 1995
- 『日本美術館』小学館、共著 1997
- 『カラー版日本建築様式史』美術出版社（太田博太郎監修、編集協力）1999.8
- 『醍醐寺大観』（全三巻）（有賀祥隆・鈴木嘉吉・水野敬三郎・永村眞・副島弘道らと共編著）岩波書店 2001 - 2002
- 『岩波仏教辞典 第二版』（末木文美士ら：編著代表）岩波書店 2002.10
- 『日本の家』一～四、監修、講談社 2004 - 2005
- 『関野貞アジア踏査』（早乙女雅博・角田真弓・西秋良宏と共編著）東京大学総合研究博物館 2005
- 『日本の建築と庭ー西澤文隆実測図集』（澤良雄・金澤良春と共編著）中央公論美術出版 2006
- 『建築大百科事典』（神田順・長澤泰・坂本雄三・大野秀敏・松村秀一と共編著）朝倉書店 2008
- 『関野貞日記』（早乙女雅博らと共編著）中央公論美術出版 2009
- 『日本建築様式史の再構築 連続シンポジウム記録』（全10冊）東京大学 2009 - 2011
- 『増補新版 カラー版日本建築様式史』（太田博太郎と共同監修）美術出版社 2010
- 『日本建築辞彙 〔新訂〕』中村達太郎（共編著）中央公論美術出版 2011
- 『明治大正昭和建築写聚覧』（角田真弓と共編）文生書院 2012
- 『東京大学本郷キャンパス』（西村幸夫・木下直之らと共著）東京大学出版会 2018
- 『伝統のディテール』改訂第二版（広瀬鎌二・矢野和之・佐々木健と共著）彰国社 2020
- 『国宝・中世日本の仏堂』（伊藤延男監修、清水擴と共編著）中公公論美術出版 2025
- 『仏教新発見』全30冊（朝日ビジュアルシリーズ）（監修）朝日新聞社 2007 - 2008
- 『週刊朝日百科 国宝の美』全50冊（編集顧問）朝日新聞社 2009 - 2010
- 『戦前期 国宝重要文化財建造物修理工事報告書集成』（1 - 43、補完1 - 6、全49冊）（編集・監修）文生書院 2004 - 2005, 2013

## 記念出版
- 『建築の歴史・様式・社会』藤井恵介先生献呈論文集編集委員会編、中央公論美術出版 2018